# Saint-Aubin-des-Préaux
Saint-Aubin-des-Préaux é uma comuna francesa na região administrativa da Normandia, no departamento Mancha. Estende-se por uma área de 8,27 km². Em 2010 a comuna tinha 457 habitantes (densidade: 55,3 hab./km²).